# Nicolai Frederick Severin Grundtvig
Nicolai Frederick Severin Grundtvig també citat com N.F.S. Grundtvig (Udby, Municipi de Vordingborg, 8 de setembre de 1783 - Copenhague, 2 de setembre de 1872) fou un eclesiàstic, teòleg, escriptor, filòsof, poeta, polític i historiador danès recopilador de las sagues nòrdiques.
És considerat una de les persones més influents de la història danesa, la seva filosofia va donar lloc a un nou tipus de nacionalisme a Dinamarca a la segona meitat del segle xix. Es considera el pare ideològic de l'educació per a adults.

## Biografia
Nikolaj Frederik Severin Grundtvig va néixer a la rectoria del petit poble d'Udby, al sud de Selàndia (Sjælland en danès), on va passar part de la seva infància. El seu pare, Johan Grundtvig, n'era el pastor i seguidor del corrent pietista i d'ortodòxia luterana nascut amb la Reforma alemanya introduïda a Dinamarca sota el regnat de Christian III (1534-1559). Va ser la seva mare qui li va ensenyar a llegir abans d'enviar-lo, el 1792, a l'escola del pastor Lauris Feld a Tyregod, prop de Vejle, a la Jutlàndia Oriental. Completà els seus estudis secundaris al Col·legi Llatí d'Aarhus, on va adquirir una sòlida formació en història i en llatí. El 1800 ingressà a la Universitat de Copenhaguen, on es llicencià en teologia el 1803. Grundtvig participava dels enfocaments racionalistes que la Il·lustració havia aportat a l'Església danesa.
El 1805 treballà com a educador dels fills dels senyors d'Egeløkke a l'illa Langeland. Un desengany amorós el portà a estudiar obres dels filòsofs alemanys com ara Fichte i Schelling. Els Discusos a la nació alemanya són a la gènesi i en el context del "despertar" dels danesos que més tard reclamaria Grundtvig. És una època que la resistència a les conquestes de Napoleó i el romanticisme fan brollar moviments nacionalistes arreu. Especialment, després de derrota de Dinamarca enfront de Prússia a la guerra de 1864, la societat danesa fou molt receptiva a doctrina nacionalista defensada per Grundtvig. El qual proposava que les l'esglésies i les escoles havien de transformar-se en un bastió que defensés la Danskheden o danitat expressada essencialment en la llengua i en els valors culturals danesos.
Retornà a Copenhaguen l'abril de 1808, residint al Col·legi Valkendorf amb una beca reial, dedicat a l'estudi les cròniques i els escrits antics escandinaus, la civilització ofegada per la cristianització. El romanticisme fa renéixer l'interès pel patrimoni de llegendes i cròniques dels antics nòrdics. Becat per la corona, Grundtvig viatjà tres vegades a Anglaterra els anys 1829,1830 i 1831 amb l'objectiu d'estudiar i publicar literatura anglosaxona. Però, també, hi conegué l'alta qualitat educativa del col·legis britànics.
Pel que fa a la religió, en poemes com els de Roskilde-riim (Les rimes de Roskilde) de 1814 i altres col·leccions i, també, a Bibelske prædikener (Sermons bíblics) de 1816, va demanar una renovació de l'esperit de Martí Luter. La fe religiosa de Nikolaj Grundtvig no és pas la del luteranisme il·lustrat i racionalista de l'Església de Dinamarca de la seva època. Ben al contrari, com farà més endavant Kierkegaard, està en constant controvèrsia amb la fe, en nom d'una religiositat romàntica i espontània que, juntament amb una pedagogia amb intencions democràtiques ja contenia ferments nacionalistes danesos. Aquesta renovació de la religiositat luterana promoguda per Grundtvig aflorà en els cinc volums de Sang-Vaerk til den danske Kirkeskole (Salms per a l'Església danesa), escrits entre 1837 i 1880, que formen part del culte habitual. Una bona mostra del seu combat de transformació de l'Església de Dinamarca fou el seu sermó "Per què la Paraula del Senyor ha desaparegut de la seva Casa" que en ser publicat aixecà una forta polèmica per les crítiques al clergat coetani d'haver traït el missatge de l'Evangeli. El punt de partença de l'eclesiologia de Grundtvig és la concepció de que el cristianisme va precedir la Bíblia i que, per tant, la Bíblia és el resultat del cristianisme, no al revés.
Malgrat que Grundtvig tingué dificultats per assolir un càrrec que li donés certa estabilitat va comptar amb la protecció reial al llarg de la seva vida. El 1839 el rei el va nomenar pastor d'una institució per a dones grans a Vartov. Això li permeté tenir temps per la seva tasca pastoral però també per continuar el seu activisme religiós, social i cultural. D'allà estant, Grundtvig exercirà una gran influència a tot el país. La petita comunitat de dones que escoltaven els seus sermons i admonicions ràpidament es convertí en focus de difusió de les seves idees per tot el país. El rei, com a cap de l'Església danesa, l'honorà amb títol de bisbe honorari el 29 de maig de 1861 arran del seu jubileu.

## El movimentgrundtvigiarià
Nikolaj Grundtvig visqué en una època de profunds canvis socials a Dinamarca com l'esfondrament pacífic de la monarquia absoluta, la llibertat per als pagesos que havien de viure de per vida en les terres del senyor, l'inici de parlamentarisme i la democràcia o la derrota de la Guerra dels Ducats de 1864 que separà d'ella Noruega i el ducats de Slesvig i Holstein. Derrota que qüestionà la identitat nacional danesa. En aquestes coordenades, Grundtvig va proposar als danesos un programa de regeneració i reconstrucció d'aquesta identitat danesa basada en la religió, la història, la llengua i l'educació.
Grundtvig no compartia el corrent liberal que associava l'emancipació amb l'individualisme. Era crític amb la Revolució Francesa que va partir de pensar que la manera d'obtenir la llibertat és dissoldre l'estructura de poder. Remarcà com massa vegades això porta a una altra forma de poder pitjor que la que s'acaba d'anorrear. Volia substituir la revolució violenta per una transformació pacífica de tots els elements de la societat basada en el reconeixement mutu i que tots tenien dret a existir. Així i tot, les seves opinions sobre vekselvirkning o interacció van més enllà de la mera tolerància a la diversitat. Cal cercar un reconeixement mjvj
N. n. Jjhyzutu basat en l'evidència de què cada persona, cada institució, cada administració poden ensenyar i aprendre en un diàleg basat en el respecte mutu. Sols amb aquest diàleg es pot formar el medi adequat per assolir els objectius que havia anhelat la Il·lustració. Plantejament que ha portat a veure en Grundtvig un precedent del camí no violent vers la modernització i transformació social.
La influència de les idees Grundtvig va ser tal que articulà un moviment social que adquirí un estatus gairebé de religió cívica en la consciència danesa així com a nivell internacional. La raó primordial va ser la perfecta consonància amb l'esperit predominant dels temps de les revolucions democràtiques del segle xix per traduir-lo en un protagonisme dels ciutadans comuns i les seves necessitats. Va ser el primer danès a utilitzar el terme folkelighed (popular) com un concepte exclusivament positiu que havia d'impregnar-ho tot: lleis, normes, reglaments, institucions, comportaments, si es desitjava que aquestes fossin autèntiques i de valor. El moviment Grundtvigià va tenir un gran ressò entre la població rural menys afavorida, ja que hi van veure en ell una ideologia que havia de permetre als humils camperols convertir la llibertat econòmica que havien obtingut, a través de les reformes agràries, en poder polític i influència pràctica.

## LaFolkehøjskoleo les escoles secundàries populars
El programa de regeneració social i de reconstrucció nacional de Nikolaj Grundtvig requeria educació com a eina de transformació de tota una generació de danesos. Recollint les experiències educatives britàniques que havia conegut en els seus viatges, plantejà un centre educatiu que anomenà Folkehøjskole. Obert de novembre a març, per afavorir l'assistència dels pagesos joves i adults en èpoques de poc treball al camp. Més tard, el 1860, fou oberta a les noies de maig a juliol, L'objectiu era formar l'home i dona comú a aprendre a assumir la responsabilitat i el futur del seu país a través del coneixement de la seva història, de la seva llengua i la importància de la vida i acció en comunitat. Grundtvig va formular les seves idees sobre l'escola secundària popular en un moment en què l'autocràcia com a forma de govern era fortament criticada, especialment per la burgesia i els intel·lectuals. Però, al mateix temps, aquests grups estaven molt preocupats pel que passaria si s'introduís la democràcia i els camperols desinformats i sense educació també guanyessin influència sobre el govern del país.

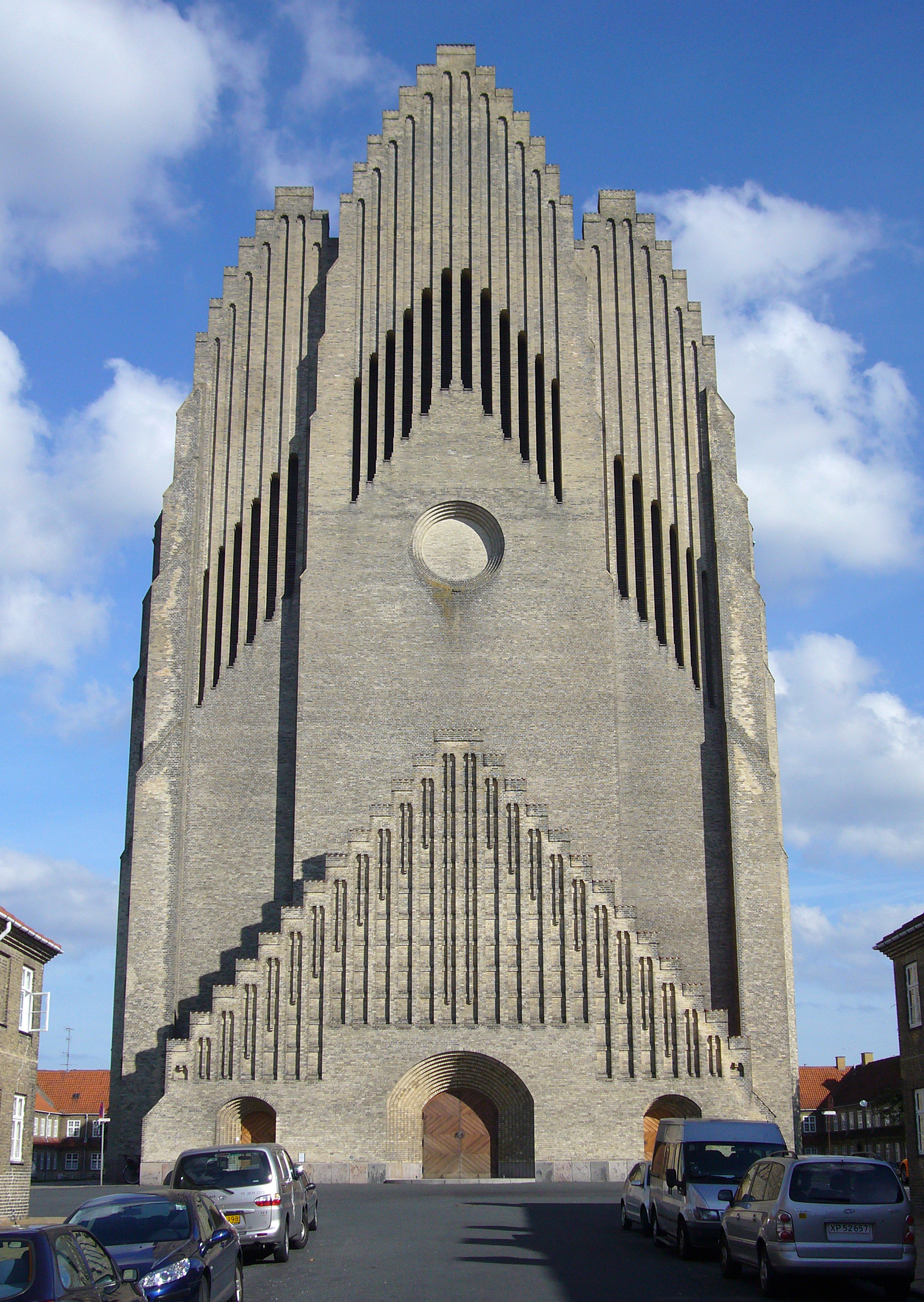
Església dedicada a Grundtvigs a Copenhagen obra de Peder Klint. construïda entre 1921 i 1926.

Grundtvig s'havia imaginat que la Folkehøjskole seria una escola cívica de per vida, mentre que la universitat cultivaria la ciència i l'escola primària s'encarregaria de les habilitats pràctiques. L'institut popular no havia de ser una escola de cristianisme, sinó ensenyar què significaria ser danès i humà a Dinamarca. L'educació religiosa pertocava fer-la a la parròquia.

## Reconeixents
La transcendència de les idees i accions de Grundtvig en els camp polític, religiós i pedagògic s'ha traduït en fets com donar al seu nom a la singular església de Copenhaguen de l'arquitecte Peder Klint o la decisió del Parlament Europeu de crear, el 2006, el Programa Grundtvig per atendre les necessitats d'ensenyament i aprenentatge dels participants en totes les formes d'educació d'adults així com els centres i organitzacions que imparteixin o facilitin aquesta educació.

## Obra
Nikolaj Grundtvig va ser un escriptor molt prolífic. Les seves produccions són objecte d'una edició científica digital. És una edició crítica i comentada. Les obres es publiquen regularment i s’espera que l'edició finalitzi el 2030. En la forma acabada, inclourà aproximadament 1.000 obres repartides en 35.000 pàgines. Tota l'edició és disponible gratuïtament en línia a Grundtvigs Værker www.grundtvigsvaerker.dk